# Niels Iuel (nave)
La Niels Iuel fu una nave da difesa costiera della Kongelige Danske Marine, la Reale Marina Danese, operante tra la prima guerra mondiale e fino a parte della seconda guerra mondiale. Il suo nome è in onore dell'ammiraglio Niels Juel, con grafia alternativa appunto Niels Iuel, che combatté durante la battaglia di Copenaghen.

## Progetto

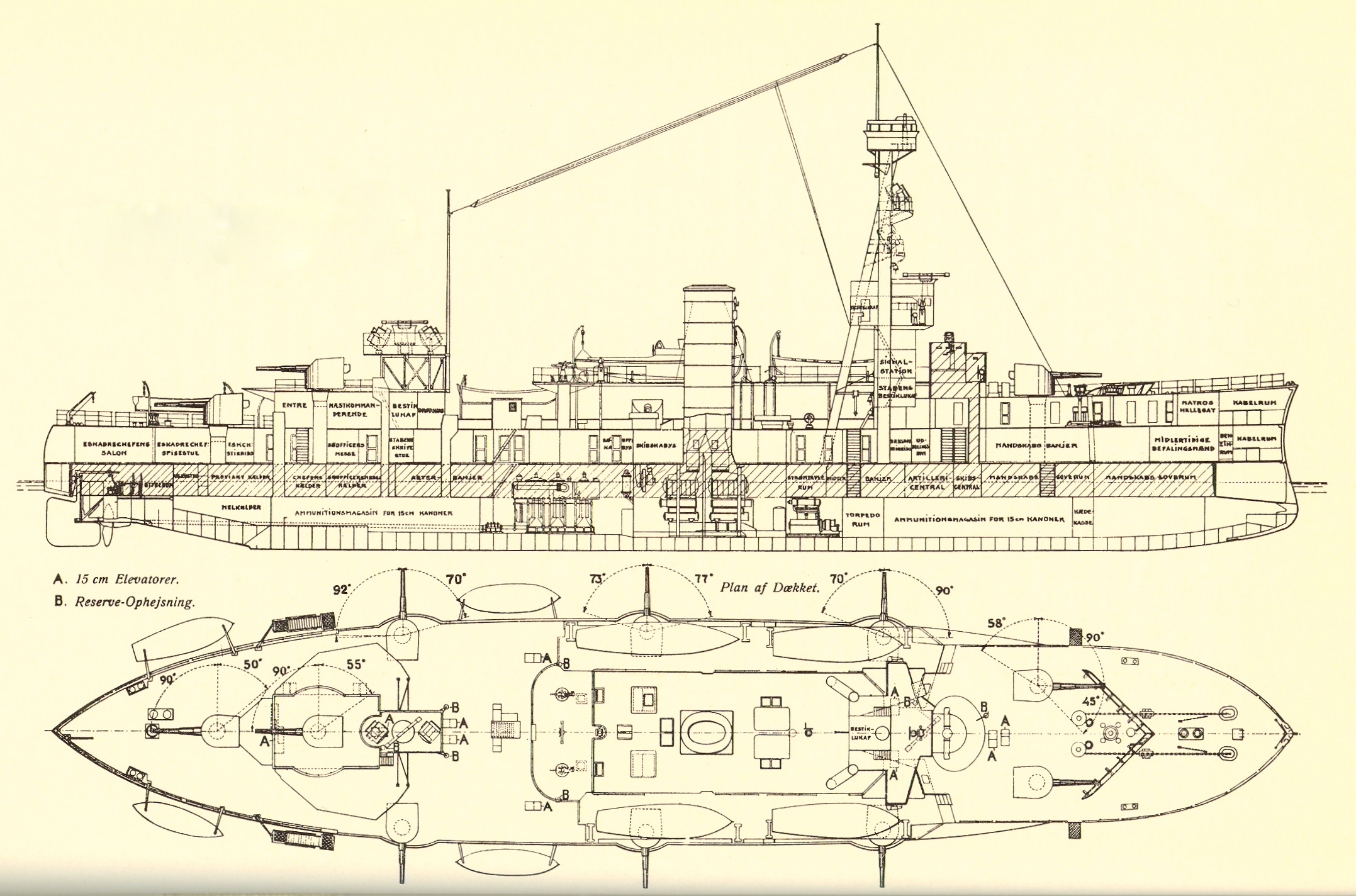
I piani di costruzione della Niels Juel nel 1918

La nave venne costruita per comandare una delle due squadre che la Danimarca riteneva necessarie per sorvegliare gli accessi al Grande Belt; originariamente doveva portare un armamento principale con due cannoni da 240mm in torri singole a prua e a poppa, come la Peder Skram; il progetto venne poi evoluto e l'armamento venne rivisto in 10 cannoni da 150mm e mitragliere antiaeree, sulla base dei criteri degli anni venti del ventesimo secolo; per la marina danese, venne classificata come artilleriskib, letteralmente nave da artiglieria.

## Storia operativa
Dopo diversi anni di servizio, si trovò ad essere una nave scuola per la marina danese, e questo anche dopo che la Danimarca venne invasa dai tedeschi nel 1940 durante l'operazione Weserübung. Inizialmente la marina danese venne lasciata operativa dagli occupanti per gestire lo sminamento del Belt, e quindi vennero permesse anche le crociere di addestramento sebbene con severe restrizioni di movimento.

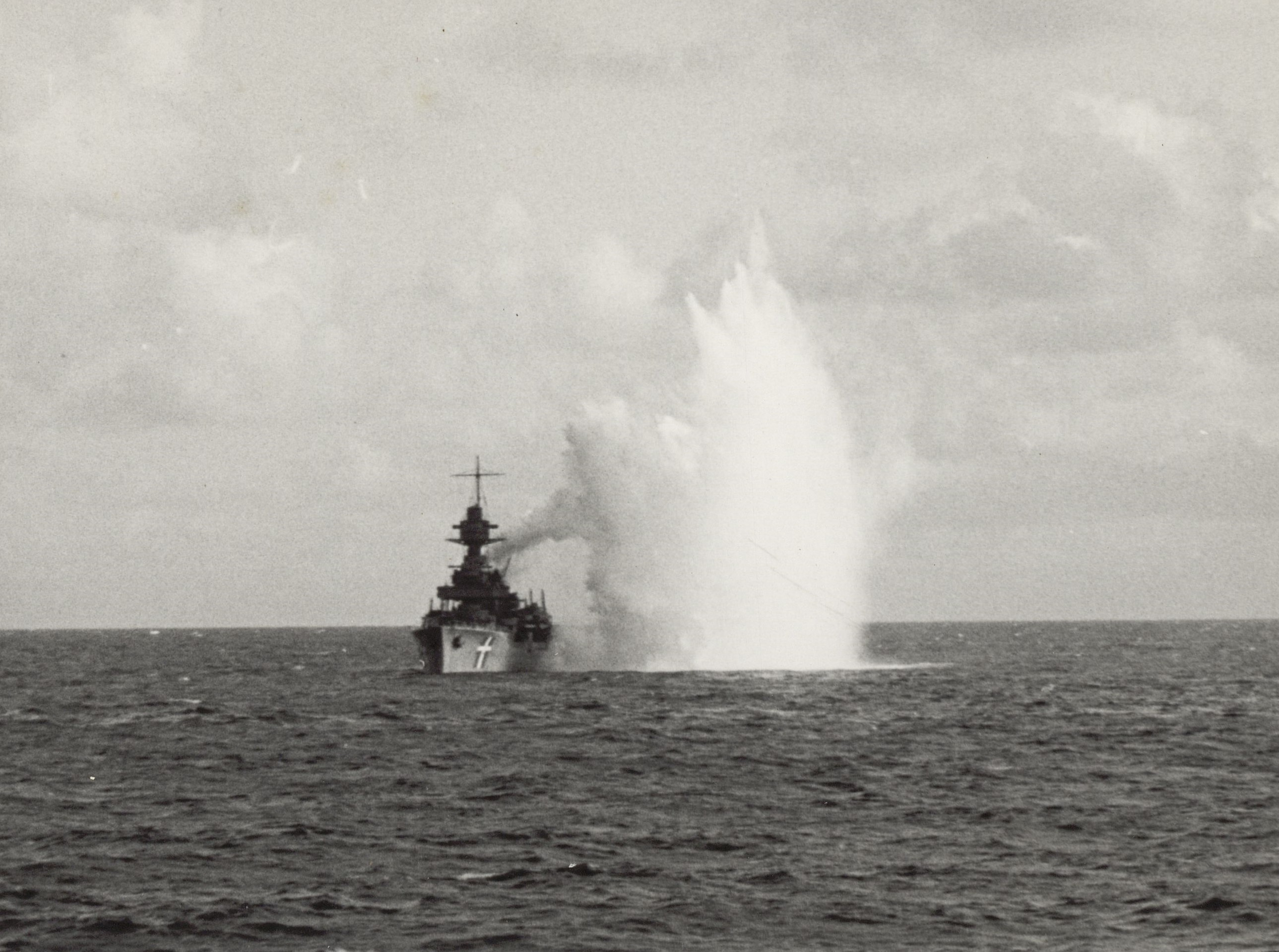
La Niels Iuel sotto attacco dei bombardieri tedeschi

Ma le crescenti tensioni all'interno della Danimarca verso gli occupanti e le vicende belliche portarono i tedeschi il 29 agosto 1943 a procedere al disarmo della flotta e dell'esercito, denominata operazione Safari; in previsione di ciò, non potendo opporsi con la forza, la marina danese aveva dato precedentemente ordine alle proprie navi di tentare di raggiungere la Svezia o di autoaffondarsi, e venne dato fuoco all'hangar nella base militare di Holmen a Copenaghen che ospitava gli idrovolanti; in quel momento la nave era comandata dal capitano Carl Westermann, che era anche membro del parlamento danese, e che ne preparò secondo gli ordini dello stato maggiore la fuga in Svezia, ricevuto l'allarme alle 04:20; la nave si staccò dal molo alle 5:20 del mattino ma l'uscita in mare aperto venne ritardata per la nebbia che rendeva difficile la navigazione negli spazi ristretti dei canali del Belt, e prese il mare alcune ore dopo. Appena in mare aperto, la nave venne sottoposta a ripetuti attacchi aerei di bombardieri orizzontali e di Stuka che cercò di fronteggiare con lo scarso armamento antiaereo disponibile; il primo attacco alle 08.55 fu di avvertimento, ma nel secondo uno Stuka venne colpito all'ala dal fuoco di sbarramento dopo aver sganciato una bomba vicina; alla fine, solo alcune unità minori raggiunsero la Svezia mentre la Niels Iuel venne messa fuori uso da due bombe d'aereo esplose molto vicino e costretta ad arenarsi mentre tentava di passare lo stretto, con un morto e vari feriti tra l'equipaggio. I tedeschi tentarono poi di recuperare la nave.
Il suo nome è perpetuato dalla capoclasse della classe Nils Juel (con l'altra grafia) di fregate leggere.